# مارتن بوتسر
مَارتِن بُوتسر 1491- 1551 هو مُصْلِحٌ أَلْمَانِيٌّ، بَدَأ كَرَاهِبٍ دُومِينِكَانِيّ عَامَ 1506م، إِلَّا أَنَّهُ تَعَرّفَ عَلَى لُوثر عَامَ 1518م، وَبَعْد ثَلاثِ سَنوات مِنْ هَذَا التَّعارُفِ تَركَ نِذُورهُ الرَّهْبَانِيَّة وَتَزوّجَ، وَهُوَ مِنْ أَوائلِ مَنْ فَعَلُوا هَذَا مِنَ الْمُصْلِحِين. أَصْبَحَ وَاعِظًا وَقَائِدًا لِلإِصْلَاحِ الْبُروتسْتَانتِي فِي «اسْترَاتسبُرج»، حَيْثُ أَثَّرَ فِي كَالـڤِن، وَبَقِىَ فِي هَذِه الْمَدِينةِ مُدَّةَ عِشرِين سَنَة حَتَّى ذَاعَ تَأْثِيرهُ خَارِجهَا كَأَهَمِّ رَجُلٍ مِنْ رِجَالِ الدّولةِ وَكَمُهْتمٍّ وَمُحِبٍّ لِلسَّلَامِ. شَاركَ فِي كِتَابَةِ الْعَدِيد مِنْ دَسَاتِيرِ الْكَنَائس الْمُصْلَحة، وَحَاولَ إِصْلَاح مَا بَيْنَ لُوثر وَزِوينْجِلِي فِي اخْتِلَافِهِمَا حَولَ عَقِيدة الإِفْخَارسْتِيا لَكِنَّهُ فَشَلَ، وَكَانَ فِكْرهُ أَنَّ الْمَسِيحَ يَكُونُ حَاضِرًا رُوحِيًّا وَنَخْتَبِرهُ فِي هَذَا السِّياقِ فِي الْمَائِدَةِ الْمُقَدّسة، حتَّى يَكَاد أَنْ يَكُونَ كَالـڤن قَدْ أَخذَ عَنْهُ هَذِه الْفِكرة فِي شَرحِ عَقِيدةِ الْعَشَاءِ الرَّبَانِيِّ. فِي أَواخِرِ حَيَاتِهِ ذَهَبَ إِلَى إِنْجلتِرَا حَيْثُ أَصْبَحَ أُسْتَاذًا فِي جَامِعَةِ كَامبِردج، وَيُذْكَرُ أَنَّهُ كَتَبَ الْعَدِيدَ مِنَ التَّفْسِيرَاتِ الْكِتَابِيَّة.